# شلمبرجير (نبات)
شلمبرجير هو جنس صغير من الصبار مع ستة إلى تسعة أنواع موجودة في الجبال الساحلية في جنوب شرق البرازيل. تنمو النباتات على الأشجار أو الصخور في الموائل التي تكون بشكل عام مظللة وذات رطوبة عالية، ويمكن أن تكون مختلفة تمامًا في المظهر عن أبناء عمومتها الذين يعيشون في الصحراء. تحتوي معظم أنواع شلمبرجيرا على سيقان تشبه وسادات شبيهة بالأوراق مرتبطة ببعضها البعض وأزهار تظهر من الهالات عند مفاصل وأطراف السيقان. نوعان لهما سيقان أسطوانية أكثر تشابهًا مع أنواع الصبار الأخرى. أدت الدراسات الحديثة المتعلقة بالتطور باستخدام الحمض النووي إلى نقل ثلاثة أنواع من الجنس المرتبط بهاتيورا إلى شلمبرجير، على الرغم من أن هذا التغيير غير مقبول عالميًا. 
الأسماء الشائعة لهذه الصبار تشير عمومًا إلى موسم المزهرة. في نصف الكرة الشمالي، وتسمى الصبار عيد الميلاد، صبار الشكر، والصبار سرطان البحر والصبار عطلة. في البرازيل، يشار إلى جنس فلور دي مايو (زهرة مايو)، مما يعكس الفترة التي زهرة في نصف الكرة الجنوبي. معظم النباتات المنزلية الشعبية هي أصناف من شلمبرجيرا، بدلًا من الأنواع، مع الزهور في الأبيض والوردي والأصفر والبرتقالي والأحمر أو الأرجواني. الصبار عيد الفصح أو صبار ويتسون، حتى وقت قريب وضعت في هاتيوراجنس، ويسمى أيضًا الصبار عطلة والزهور في الأحمر والبرتقالي والوردي والأبيض.
أصناف الصبار عيد الميلاد تقع في مجموعتين رئيسيتين:
- مجموعة ترونكاتا يحتوي على جميع أصناف مع ميزات مستمدة أساسا من الأنواع S. truncata: قطع مع شرائح الأسنان مدببة; الزهور عقدت أكثر أو أقل أفقيًا، وعادة فوق الأفقي، الذي هو شكل مختلف الجانب العلوي من الجانب السفلي (زيجومورفيك)؛ وحبوب اللقاح التي هي صفراء. وهي تزهر عمومًا في وقت سابق من أعضاء مجموعة باكليي، وعلى الرغم من أن الأسماء الشائعة لا تطبق باستمرار، قد تكون مميزة والصبار الشكر، سرطان البحر الصبار أو صبار مخلب.
- مجموعة باكليي يحتوي على جميع أصناف مع بعض الميزات على الأقل تظهر بوضوح من الميراث من S. russelliana: قطع مع شرائح مدورة، أكثر متناظرة الأسنان; أكثر أو أقل متناظرة (العادية) الزهور التي تتدلى، تحت الأفقي؛ وحبوب اللقاح التي هي الوردي. وهي تزهر عمومًا في وقت لاحق من أعضاء مجموعة ترونكاتا وأكثر عرضة ليسمى صبار عيد الميلاد.

## نبذة عامة

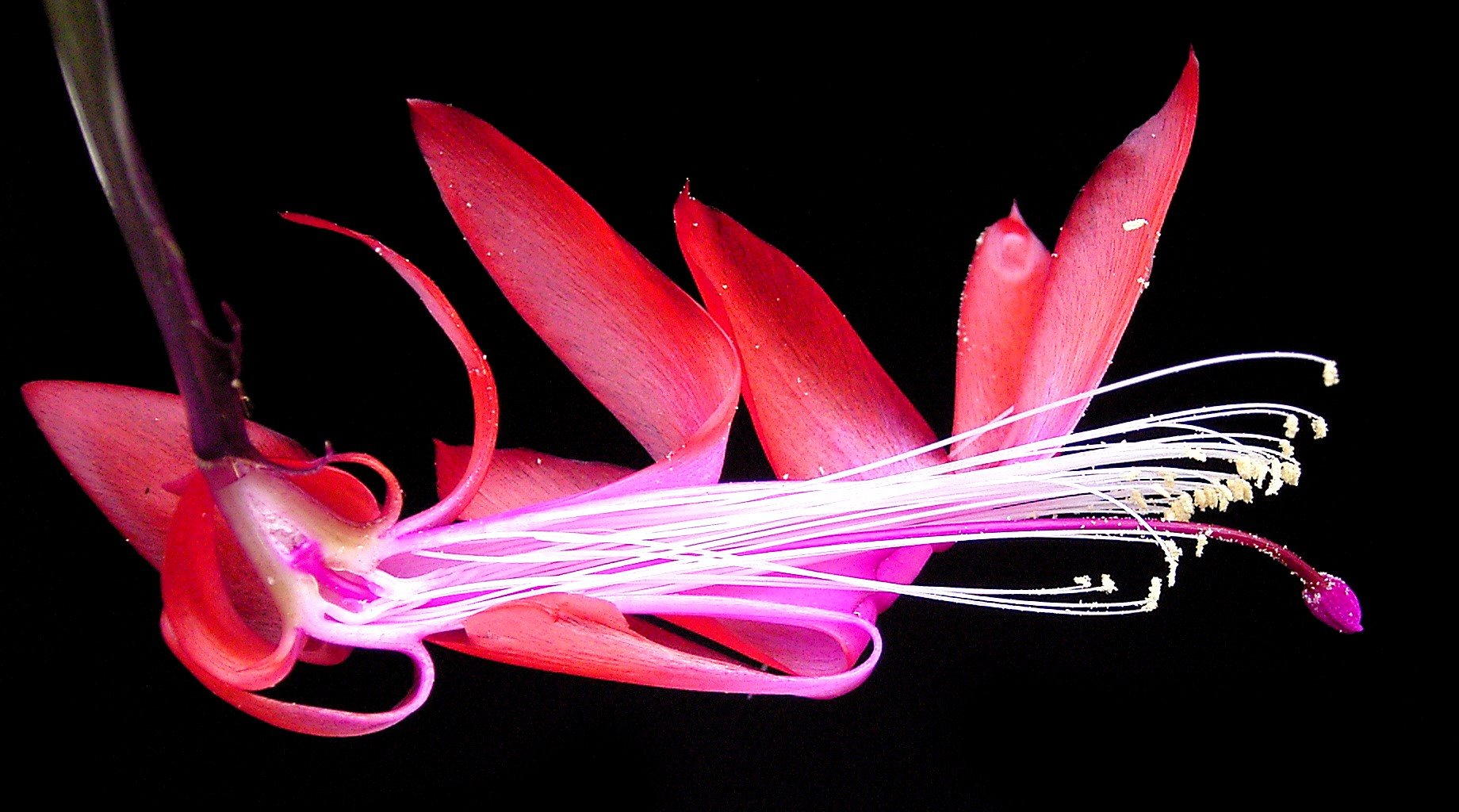

تشير الأسماء الشائعة لهذه الصبار عمومًا إلى موسم إزهارها. في النصف الشمالي من الكرة الأرضية، يطلق عليهم صبار عيد الميلاد وصبار عيد الشكر وصبار السلطعون وصبار العطلة. في البرازيل، يُشار إلى الجنس باسم Flor de Maio (زهرة مايو)، مما يعكس الفترة التي يزهرون فيها في نصف الكرة الجنوبي. معظم النباتات المنزلية المشهورة هي أصناف من شلمبرجيرا، وليس من الأنواع، مع أزهار باللون الأبيض أو الوردي أو الأصفر أو البرتقالي أو الأحمر أو الأرجواني. يُطلق على صبار عيد الفصح أو صبار Whitsun ، الذي تم وضعه حتى وقت قريب في جنس Hatiora ، صبار العطلة وله أزهار باللون الأحمر والبرتقالي والوردي والأبيض.

## الوصف

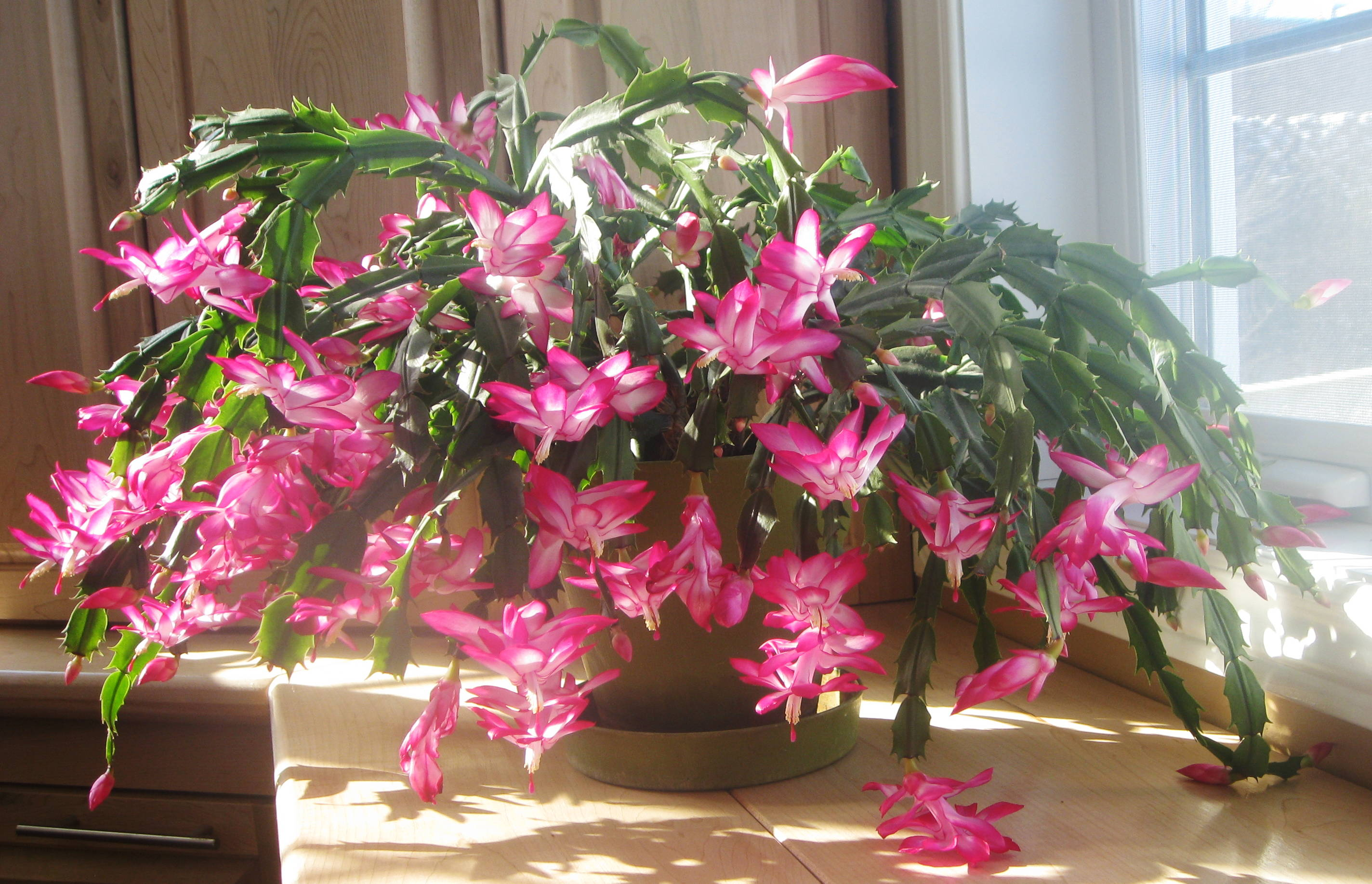

في معظم الأنواع، يتم ترتيب العديد في سلسلة اثنين، مع stamens الداخلية التي تنصهر في القاعدة لتشكيل بنية أنبوبية قصيرة و stamens الخارجي الناشئة عن على طول أنبوب الأزهار. النمط عادة ما يكون أحمر داكن ولديه وصمة عار مع 6-8 فصوص. النمط بالإضافة إلى وصمة العار هو تقريبا نفس طول stamens. إذا تم تخصيب الزهرة، فإن الفاكهة اللحمية تتشكل، إما ناعمة أو بأضلاع. البذور البني أو الأسود حوالي 1 ملم في القطر.
في البرية والأنواع من شلمبرجيرا تنمو إما على الأشجار أو على الصخور (الظهارية) ويمكن أن تشكل الشجيرات كبيرة مع قواعد الخشبية. وقد تم الإبلاغ عن ارتفاع يصل إلى 1.2 متر (4 قدم) لنوع واحد (S. opuntioides). هم بلا أوراق، ينبع الأخضر يعمل كعضوة ضوئية. وتتألف ينبع من قطاعات، والتي تأخذ واحدة من شكلين. في معظم الأنواع يتم تسطيح أجزاء بقوة (cladodes)، التي تتكون من نواة مركزية مع اثنين (أو أكثر نادرا ثلاثة) «أجنحة». الهياكل الخاصة المميزة من الصبار، ودعا "areoles"، ثم تحدث في نهايات أجزاء من الجذعية. في نوعين من السيقان هي أقل بالارض، أكثر اسطوانة على شكل، ويتم ترتيب areoles في نمط حلزوني أكثر أو أقل في جميع أنحاء شرائح. في كلتا الحالتين، فإن الأريلات، التي قد يكون لها صوف وشعيرات، هي المكان الذي تظهر فيه براعم الزهور.
الزهور إما جذورها أسفل وهي منتظمة تقريبا (متناظرة شعاعيا أو actinomorphic) أو، كما هو الحال في معظم الأنواع، وتعقد أكثر أو أقل أفقيا مع الجانب الأعلى من زهرة مختلفة عن الجانب السفلي (شعاعي غير متماثل أو zygomorphic). في الأنواع التي يتم عقد الزهور حتى، زاوية مع الأفقي هو ثابت نسبيا وخاصية من الأنواع. كل زهرة لديها 20-30 tepals. tepals الخارجي – تلك الأقرب إلى قاعدة الزهرة – قصيرة وغير متصلة، وتنتشر أو منحنى إلى الوراء. وtepals الداخلية – تلك نحو غيض من الزهرة – هي أطول وفي معظم الأنواع تصبح تدريجيا أكثر انصهار معا في قاعدة لتشكيل أنبوب الأزهار. في بعض الأنواع الفرق بين تيبال الخارجي والداخلي يخلق مظهر «زهرة داخل زهرة». الزهور تنتج الرحيق في غرفة في قاعدة أنبوب الأزهار.

## تصنيف النبات

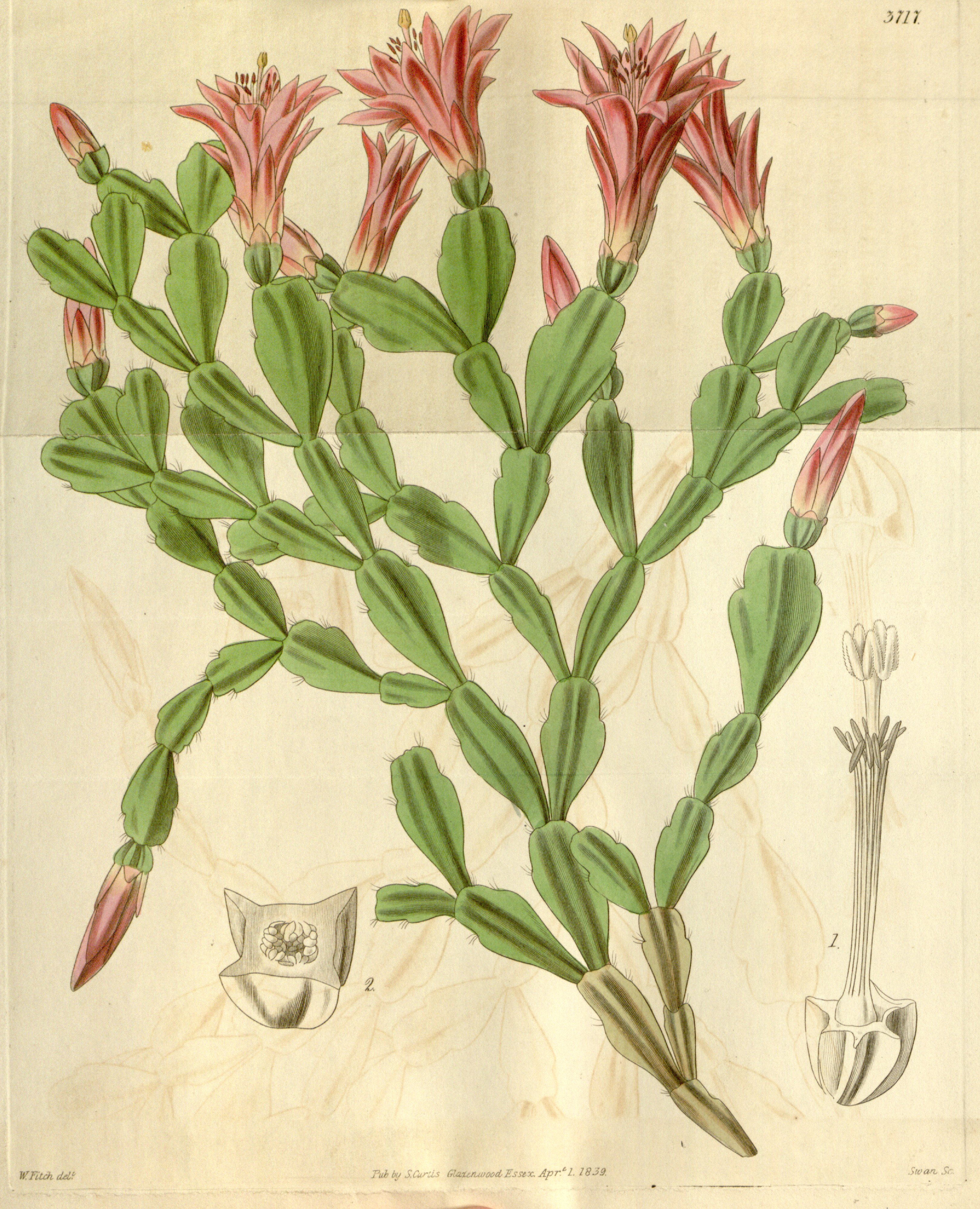

جنس النبات هو واحد من عدد صغير ينتمي إلى مجموعة من الصبار تصنف على أنها قبيلة Rhipsalideae. أنواع من الصبار التي تنتمي إلى هذه المجموعة هي متميزة تماما في المظهر والعادة من معظم الصبار الأخرى لأنها تنمو على الأشجار أو الصخور كما epiphytes أو lithophytes. على الرغم من أن الأنواع من السهل تحديد أعضاء في Rhipsalideae، لسنوات عديدة كان هناك ارتباك حول كيفية تقسيمها إلى أجناس. امتد هذا الارتباك إلى شلمبرجيرا، الذي تم تفصيل تاريخ تصنيفه المعقد من قبل ماكميلان وهوروبين. تم إنشاء جنس شلمبرجيرا الحديث من قبل تشارلز لومير في عام 1858. ذكرى الاسم فريدريك شلمبرجير، الذي كان لديه مجموعة من الصبار في قصره بالقرب من روان. وضع لومير نوعًا واحدًا فقط في جنسه الجديد - وهو نبات تم اكتشافه في البرازيل في عام 1837 والذي كان اسمه Epiphyllum russellianum من قبل ويليام ج. هوكر. قام لومير بإعادة تسميتها على شلمبرجيرا إيبيفيليدات (بموجب القواعد الحالية للتسميات النباتية كان يجب أن يطلق عليها شلمبرجيرا راسليانا، وهو اسمها الحالي).
وأشار لومير إلى تشابه إيبيفيليداته من شلمبرجيرا مع نوع وصفه لأول مرة باسم اقتطاع Epiphyllum من قبل أدريان هاردي هاوورث في عام 1819، لكنه لم يقبل أن يتم تضمين النوعين في نفس الجنس. في عام 1890، أنشأ كارل موريتز شومان جنس Zygocactus الجديد، نقل إبيكيلوم تَرَكاتَوم إلى Zygocactus truncatus. على الرغم من أنه وضعه في وقت لاحق مرة أخرى في Epiphyllum، والتخلي عن Zygocactus، استمر الاسم العام Zygocactus لاستخدامها على نطاق واسع.
في عام 1913، تبع ناثانيل بريتون وجوزيف روز لومير في الحفاظ على شلمبرجيرا راسليانا وزيغوكاوت تورنكاتوس في أجناس منفصلة. كما نقلوا صبار عيد الفصح إلى شلمبرجيرا كما S. gaertneri، مما أدى إلى الخلط الدائم بين هذين الجينرا.
في عام 1953، وضع ريد فينابل موران كلا من شلمبرجيرا راسليانا وZygocactus truncatus في جنس شلمبرجيرا. وأضاف في وقت لاحق أنواع أخرى من قبل ديفيد هانت، بما في ذلك تلك التي وضعت سابقا في Epiphyllanthus، لتشكيل المجموع الحديث من ستة أنواع كاملة وعدد من الهجينة.
(شلمبرجيرا) و (هاتيورا) لطالما ارتبكا الأنواع في جنس السابق عموما الزهور التي هي zygomorphic مع أنبوب الأزهار متميزة، في حين أن تلك الموجودة في هذا الأخير لديها الزهور actinomorphic مع أنابيب غير واضحة. تظهر بيانات الحمض النووي أنه كما سبق أن تم تقييد الجينا ليسا أحاديين وأن الأنواع الثلاثة في هاتيورا سوبجينس ريبسادوبسيس قد تم نقلها إلى شلمبرجيرا، على الرغم من أن هذا التغيير لم يتم تبنيه عالمياً.

### مرادف[بحاجة لمصدر]
الأجناس التالية هي الآن مرادفات من شلمبرجيرا (أي ليس لديهم أي نوع لم ينتقل إلى شلمبرجيرا):
- إيبيllالانتوس أ. بيرغر
- Opuntiopsis Knebel (نوم. inval.)
- زيغوكاتوس ك. شوم.
- زيغوسريوس فريك وكروز (orth. var.)
- Epiphyllum Pfeiff. ولكن ليس Epiphyllum هاو.

حالة إيبيفيرلم معقدة. في 1753 خلق كارل Linnaeus صبارجنس. كما تم اكتشاف المزيد من الأنواع ثبت أن هذا واسع جدا، وجرى إعداد أجناس جديدة لتقسيم الصبار. تم إنشاء جنس Epiphyllum في عام 1812 من قبل هاوورث، على أساس صبار Linnaeus فيللانثوس. في عام 1831 أنشأ يوهان لينك جنس فيلوكاتوس على أساس نفس النوع. بعد لودفيغ فايفر في عام 1837، كان التقليد الأوروبي لاستخدام Phyllocactus للكاكاو epiphytic مع الزهور العادية الكبيرة و Epiphyllum للأنواع غير النظامية المزهرة تسمى الآن Schlumbergera truncata. بموجب القواعد الحديثة، فيلوكاتس هو اسم غير شرعي، كما هو Epiphyllum بمعنى فايفر؛ وبالتالي Epiphyllum Pfeiff. هو مرادف من شلمبرجيرا. الجنس الحقيقي Epiphyllum Haw. لديه الآن حوالي 19 نوعا. 

### الأنواع
ويُعترف حالياً بما بين ستة وتسعة أنواع. في أضيق circumscription, شلمبرجيرا sensu, يتم قبول ستة أنواع. وترد فقط المرادفات التي استخدمت على نطاق واسع (وsionymsبهم) في القائمة أدناه.
- شلمبرجيرا كاوتسكي (هوروبين وماكميلان) ن.ب.تايلور

syn. S. truncata subsp. كاوتسكي هوروبين & ماكميلان
- شلمبرجيرا microsphaerica (ك. شوم.) هوفلل
مرادف. Cereus microsphaerica K.Schum.، Epiphyllanthus microsphaericus (K.Schum.) بريتون وروز، منفرجة Cereus K.Schum.، Epiphyllanthus obtusangulus (ك. شوم.) A.Berger, Zygocactus من أوبتوسانغولو (K.Schum.) Loefgr.، S. obtusangula (K.Schum.) د.ر.هانت
- شلمبرجيرا opuntioides (Loefgr. & Dusén) D.R.Hunt
syn. Epiphyllum opuntioides Loefgr. & Dusén, Zygocactus opuntioides (Loefgr. & Dusén) Loefgr.، Epiphyllanthus opuntioides (Loefgr. & Dusén) موران موران
- شلمبرجيرا أورسيشيانا بارتلوت وماكميلان
- شلمبرجيرا راسليانا (هوك.) بريتون وروز
syn. Epiphyllum russellianum Hook.، S. epiphylloides لومير، nom. illeg.
- شلمبرجيرا ترونكاتا (هاو) موران
syn. Epiphyllum truncatum Haw.، Zygocactus truncatus (Haw.) K.Schum.، nom. illeg.

في أوسع ظرفية، شلمبرجيرا sensu lato، يتم نقل ثلاثة أنواع وضعت سابقا في Hatiora في شلمبرجيرا.
- شلمبرجيرا غانتريني (ريجل) بريتون وروز (صبار عيد الفصح، صبار ويتسون)
خلاصة Hatiora gaertneri (جيل) بارتلوت، Rhipsalidopopsis gaertneri (K.Schum.) (ليندينغ)
- شلمبرجيرا لوتيا كالفينتي وزابي
syn. هاتيورا epiphylloides (بورتو وفيردرلم.) P.V.Heath
- شلمبرجيرا الوردية
مرادف Hatiora الوردية (Lagerh.) بارتلوت، Rhipsalidopsis روزا (Lagerh.) بريتون وروز

وقد تم تسمية أربعة هجينة من شلمبرجيرا s.s. s. وكلها مصنوعة في الزراعة (على الرغم من أن الأول قد يحدث في البرية). توصي المدونة الدولية للتسميات للنباتات المزروعة بأن النباتات المزروعة يجب أن تكون مسمّاة بموجب قواعدها، وليس تلك المناسبة للأنواع الطبيعية والهجينة. قدمت أسماء الفريق الواردة أدناه من قبل ماكميلان وهوروبين. 
- شلمبرجيرا × باكلي (T.Moore) Tjaden = S. russelliana × S. truncata; س. مجموعة باكلي
syn. Epiphyllum باكلي T.Moore، E. rollissonii T.Moore، S. bridgesii (Lemaire) Loefgr.
- شلمبرجيرا × اريكا سبلي = س. أورسيشيانا × س. راسليانا
- شلمبرجيرا × الغريبة بارتلوت و Rauh = S. truncata × S. opuntioides; س. مجموعة الغريبة
- شلمبرجيرا × ريجينا ماكميلان = س. ترونكاتا × س. أورسيشيانا؛ س. مجموعة ريجينا

ويزرع هجين آخر من شلمبرجيرا ش. ل. 
- شلمبرجيرا × جرايسري (بارتلوت السابق D.R.Hunt) D.R.Hunt = S. gaertneri × S. rosea

## توزيع النبات

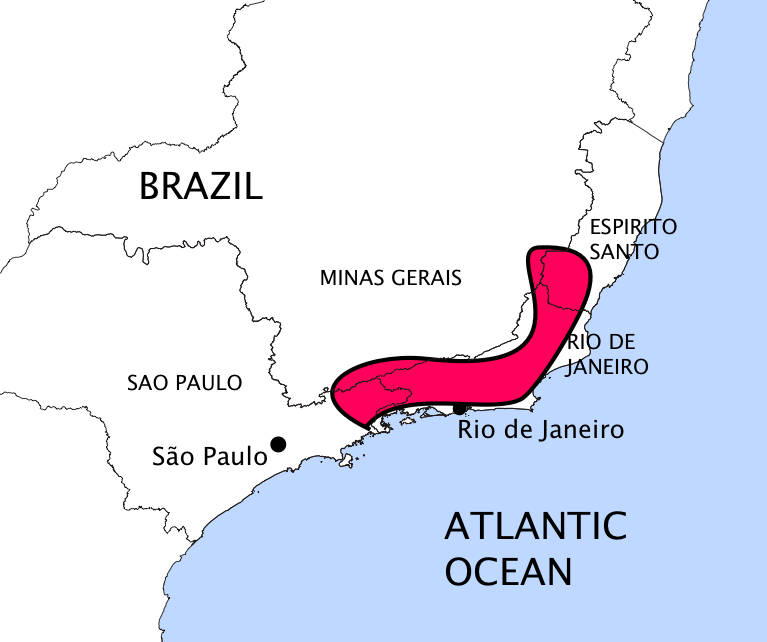

يتوزع شلمبرجيرا في الجبال الساحلية في جنوب شرق البرازيل، في ولايات ساو باولو وريو دي جانيرو وميناس جيرايس وإسبيريتو سانتو. وتتراوح المواقع التي وجدت فيها من منطقة قريبة من مدار الجدي شمالاً إلى 20 درجة جنوباً، أي في أقصى الجنوب من المناطق المدارية. تنمو النباتات على ارتفاعات من 700 متر (2,300 قدم) في حالة S. truncata إلى 2,780 متر (9,120 قدم) في حالة S. microsphaerica, إما في الغابات الرطبة الساحلية أو في المناطق الصخرية. وقد أصبح التوزيع الطبيعي لأنواع شلمبرجيرا مشوشاً لأن الأصناف الأوروبية أدخلت عمداً إلى بعض المناطق، بما في ذلك حديقة سيرا دوس أورغاوس الوطنية، من قبل الإدارة الزراعية البرازيلية، للتعويض عن الإفراط في جمع النباتات البرية.
بسبب ارتفاعها وقربها من المحيط الأطلسي، والجبال الساحلية تنتج الغابات الرطبة ارتفاع عال - يضطر الهواء الرطب الدافئ صعودا في أعلى، وأكثر برودة حيث يتكثف. تنمو أنواع شلمبريرا في الموائل التي تكون عادة باردة نسبيا، ومظللة والرطوبة العالية. يصف ديفيد هانت جمع العينات في ظروف من السحب والرذاذ ودرجات الحرارة بين عشية وضحاها وصولا إلى -4 درجة مئوية (25 درجة فهرنهايت). النباتات هي اغطية أو ليتوفيتية، تنمو على أغصان الأشجار المغطاة بالطحالب أو في الشقوق الصخرية، وغالباً ما تكون في جيوب صغيرة من الركيزة التي تشكلت من الأوراق المتحللة وغيرها من النباتات. تم العثور على S. microsphaerica على ارتفاعات أعلى، فوق 2200 متر (7200 قدم)، في الموائل الصخرية القاحلة، ويتسامح مع مستويات الضوء الأعلى.
الزهور من شلمبرجيرا لديها التكيفات لتلقين من قبل الطيور الطنان: الزهور أنبوبي مع رحيق وفيرة، والألوان نحو نهاية حمراء من الطيف. معظم الأنواع تتطلب التلقيح عبر لوضع البذور. والاستثناءات هي س. كاوتسكي وS. microsphaerica؛ وكما ذكر أعلاه، فإن هذه الأخيرة توجد على ارتفاعات أعلى حيث قد تكون الطيور الطنان غائبة أو أقل شيوعا.
لا تفتح ثمار شلمبرجيرا تلقائيًا عندما تنضج، ويبدو أنها مكيفة للتوزيع من قبل الطيور، التي تأكل البذور واللب الواردة في الفاكهة. وقد لوحظت الطيور إزالة البذور التي كانت عالقة في مناقيرها عن طريق فرك لهم على أغصان الأشجار، حيث البذور قد تكون قادرة على تنبت. ويمكن أيضاً أن تنفصل الشرائح عن السيقان وتترسخ، مما يمكّن النباتات من الانتشار الخضري.

## تاريخ النبات

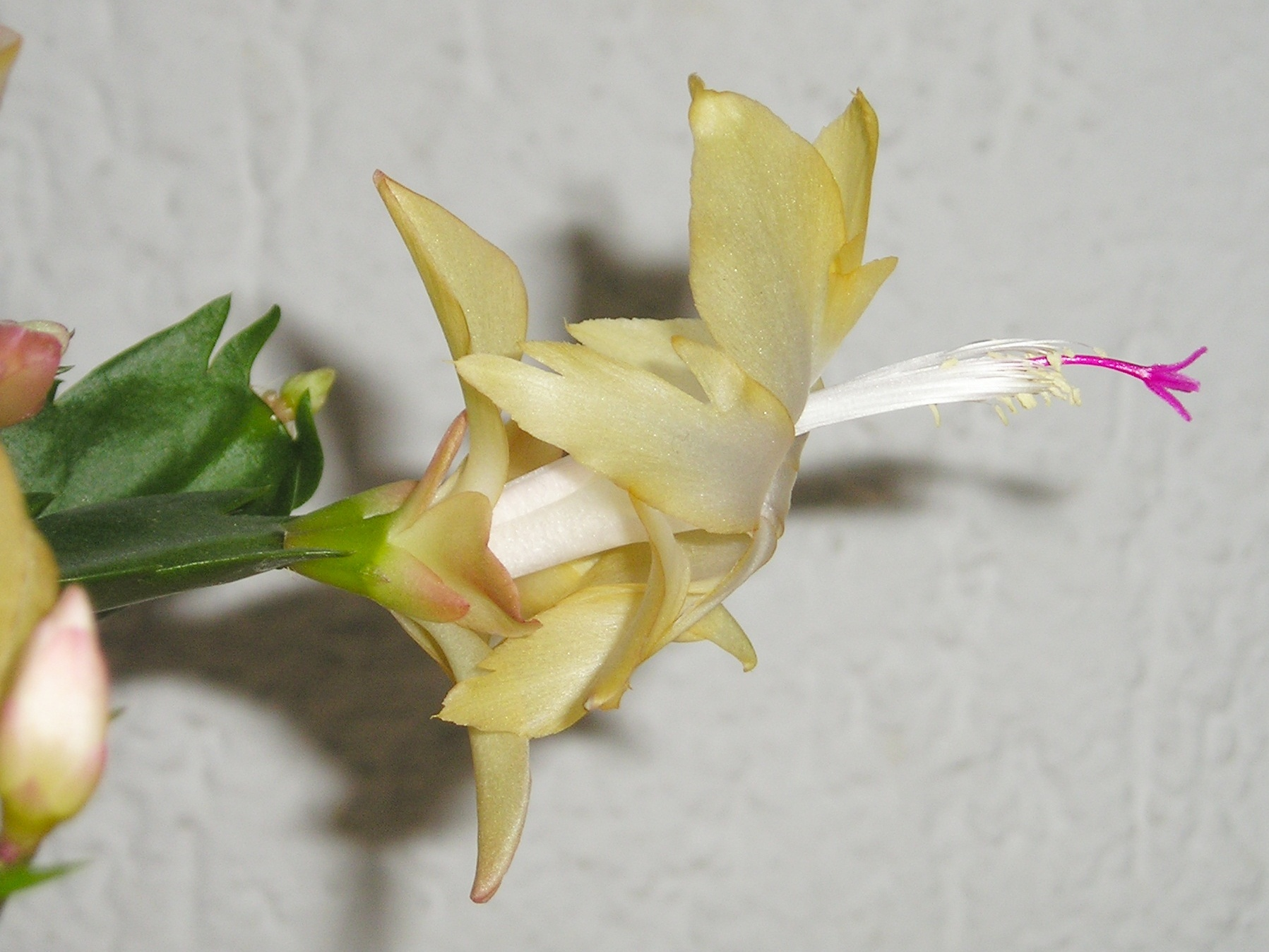

كانت شركة شلمبرجيرا ترنكاتا في زراعة في أوروبا بحلول عام 1818، وتم تقديم S. russelliana في عام 1839. تم عبور النوعين عمدا في انكلترا من قبل W. باكلي مما أدى إلى الهجين يسمى الآن S. × باكلي، سجلت لأول مرة في عام 1852. وبحلول ستينيات القرن التاسع عشر، كان هناك عدد كبير من الأصناف المزروعة (الأصناف المزروعة) متوفرة بمجموعة من الألوان والعادات، وكانت تستخدم كنبات الزينة في «المواقد» (الدفيئات المدفئية الساخنة) وفي المنازل، حيث كانت رائجة لازدهارها في الخريف والشتاء. تم اختيار العديد من أصناف الشتلات من S. truncata، ولكن ما لا يقل عن ثلاثة S. × كانت متاحة هجينة باكلي، منها واحد، وتسمى الآن S. 'باكلي'، ويعتقد أن يكون صبار عيد الميلاد الأصلي. وبحلول أوائل القرن العشرين، أصبح الجنس أقل شعبية، وفقد العديد من الأصناف المبكرة.
ومنذ الخمسينات فصاعداً، استؤنف التكاثر في أوروبا وأمريكا الشمالية وأستراليا ونيوزيلندا. تم إنتاج نباتات جديدة عن طريق العبور بين الأنواع والسلالات الموجودة في S. truncata و S. russelliana و S. × باكلي الهجين. كما استخدمت العلاجات التي تسبب الطفرات. وكانت النتيجة مجموعة واسعة من ألوان الزهور التي لم تكن متاحة من قبل، بما في ذلك أول أصفر حقيقي يباع تجاريا، S. 'الذهب سحر' (الذي كان ثلاثية الحمى العقيمة). المربين تهدف للنباتات التي نمت بقوة، كانت تستقيم في نقطة البيع بدلا من متدلية، وكان العديد من الزهور أو البراعم، وتم تكييفها للعيش كنبات المنزل.
في 1980s الأنواع S. orssichiana كما استخدمت في الصلبان. وقد تم تسمية الهجين من S. truncata وS. orssichiana S. × reginae أو S. Reginae Group; واحدة من أصناف الأولى كانت S. 'بريستول الملكة'. S. تم أيضا الصلبان opuntioides، ولكن لم تسفر عن أصناف المتاحة تجاريا

## صور

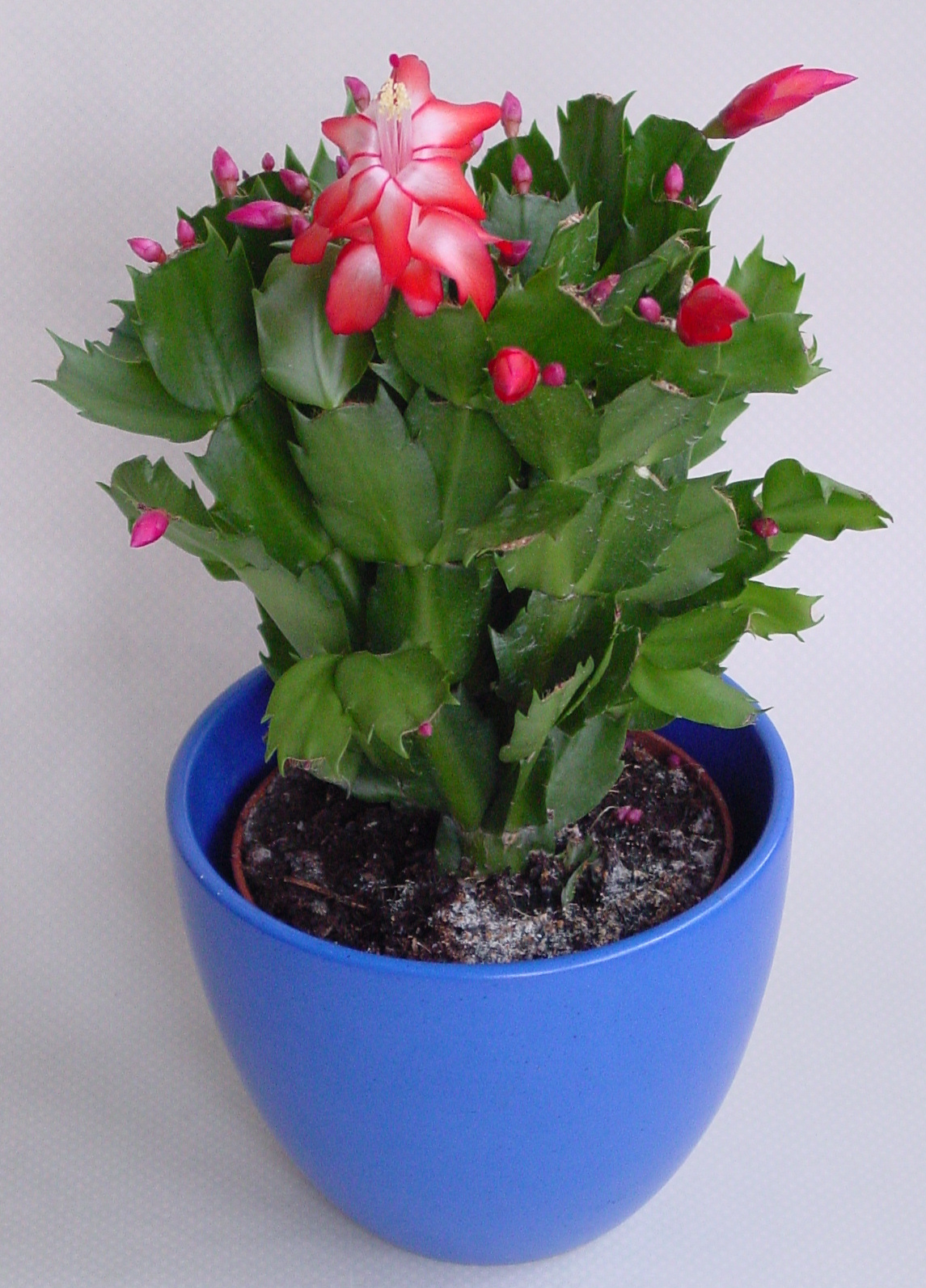
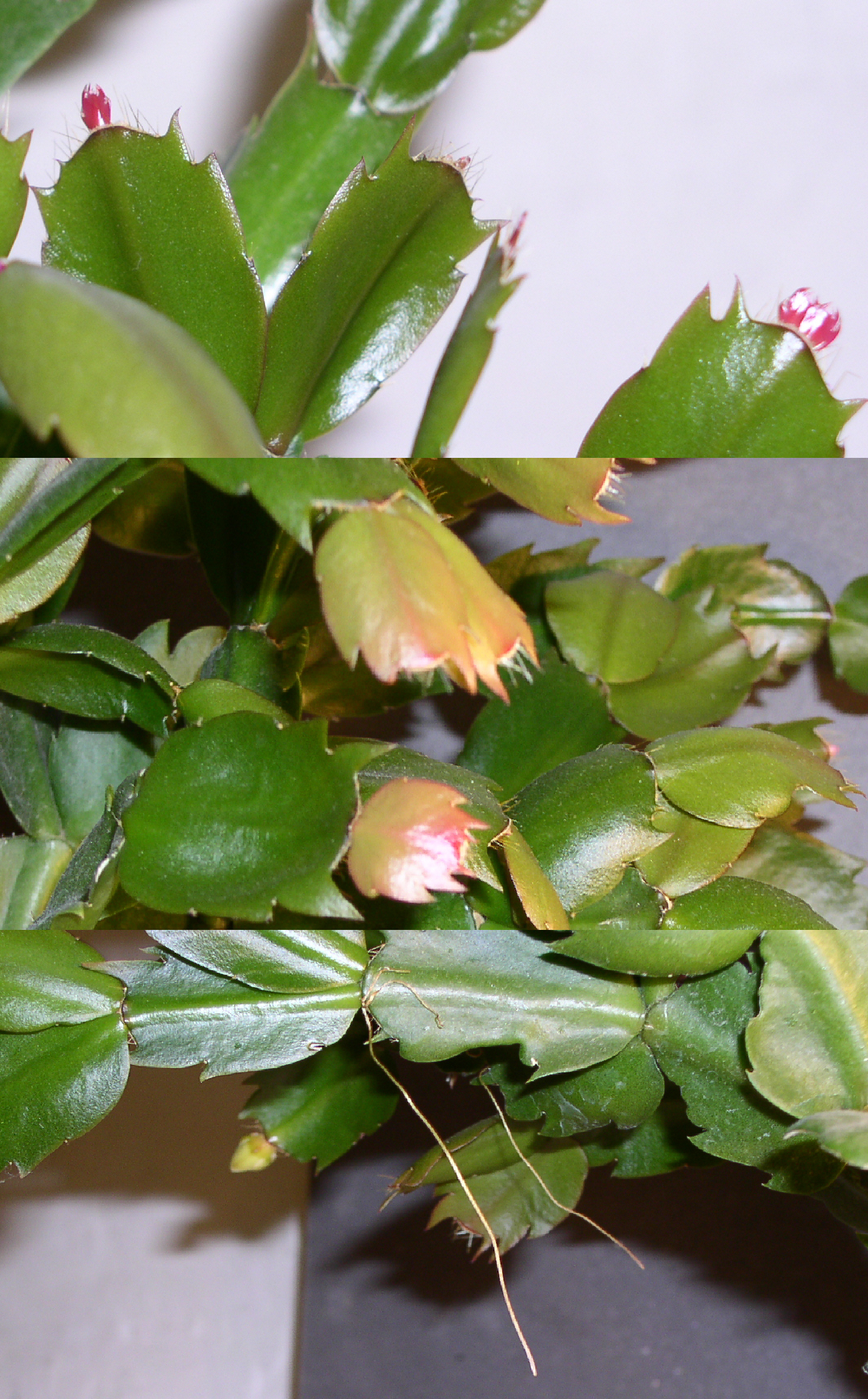

## اقرأ أيضا
- بيتالين
- أنثوسيان
- كاروتينات
- كليستوكاكتس